# Silvio Smalun

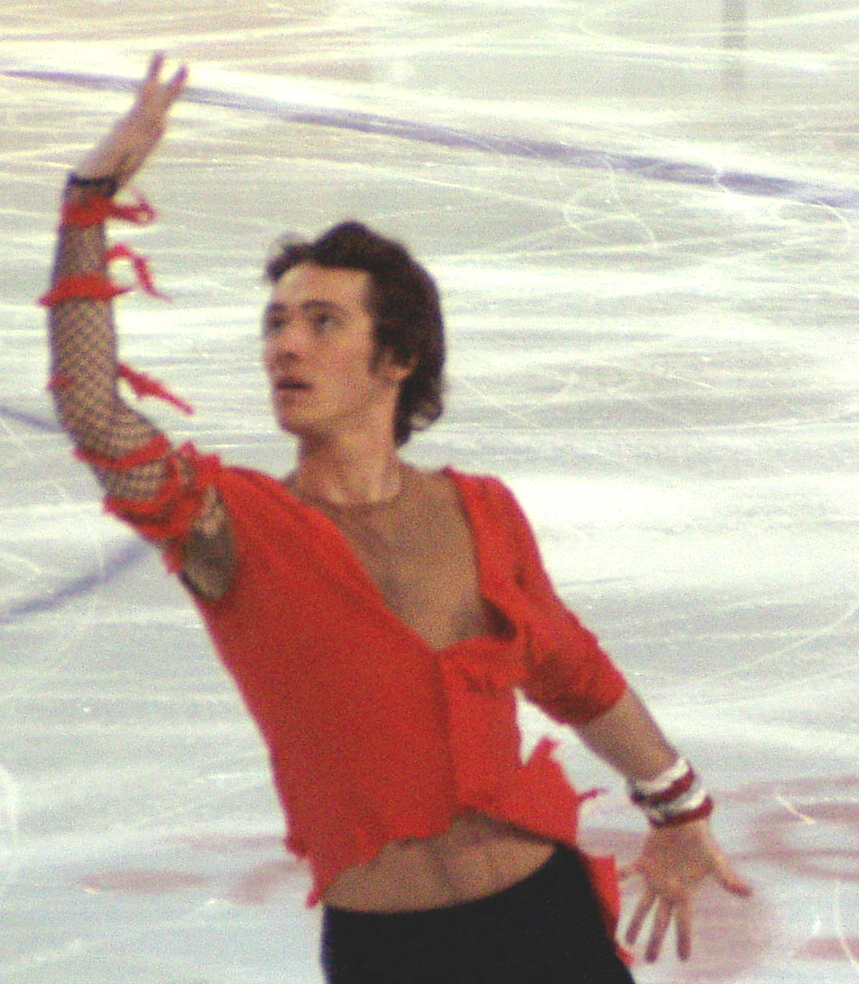
Silvio Smalun bei der DM-Kür 2006 in Berlin

Silvio Smalun (* 2. November 1979 in Erfurt) ist ein ehemaliger deutscher Eiskunstläufer und zweifacher deutscher Meister.

## Biografie
Silvio Smalun begann das Eiskunstlaufen im Alter von 5 Jahren in Erfurt und trainierte zunächst bei Ilona Schindler zusammen mit Stefan Lindemann. 1995 ging er nach Oberstdorf. Sein Coach dort war Michael Huth. Neben seinem Studium trainierte er teilweise auch in Ulm.
2006 erfüllte Smalun die Olympianorm mit dem 8. Platz bei den Europameisterschaften. Er wurde jedoch nicht nominiert, da Deutschland nur einen Startplatz bei den Herren hatte und dieser an Stefan Lindemann vergeben wurde.
Smalun beendete seine Amateurkarriere im September 2006. Im Herbst 2006 nahm er an der ProSieben-Show Stars auf Eis teil. Dort war er der Tanzpartner der Sängerin Lucy Diakovska. Gemeinsam belegte man den dritten Platz.
Silvio Smalun hat an der Hochschule Ulm Informatik studiert.

## Erfolge/Ergebnisse

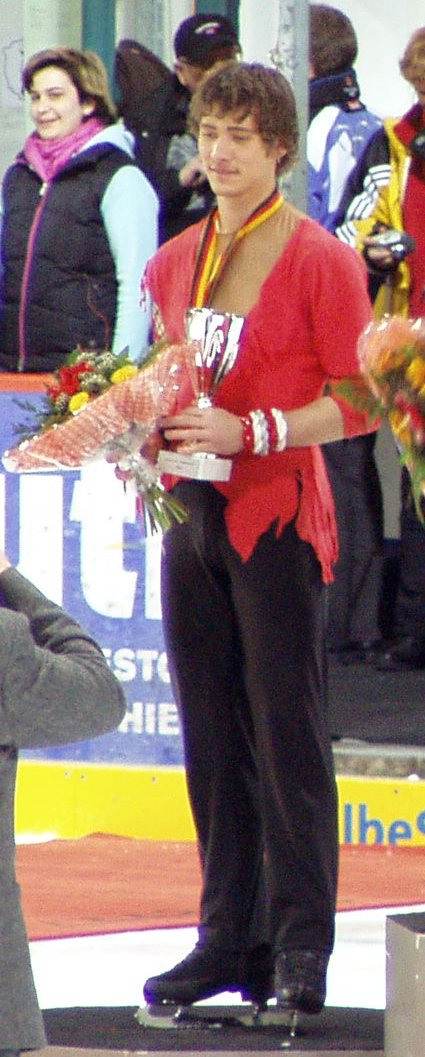
Silvio Smalun bei der Siegerehrung der DM 2006 in Berlin mit der Silbermedaille

### Olympische Spiele
- keine Teilnahme

### Weltmeisterschaften
- 2003 – 23. Rang – Washington
- 2004 – nicht teilgenommen
- 2005 – 34. Rang – Moskau
- 2006 – 20. Rang – Calgary

### Europameisterschaften
- 2001 – 16. Rang – Bratislava
- 2002 – nicht teilgenommen
- 2003 – 11. Rang – Malmö
- 2004 – nicht teilgenommen
- 2005 – 16. Rang – Turin
- 2006 – 8. Rang – Lyon

### Deutsche Meisterschaften
- 1996 – 4. Rang
- 1997 – 4. Rang
- 1999 – 7. Rang
- 2000 – 3. Rang
- 2001 – 1. Rang
- 2002 – 3. Rang
- 2003 – 1. Rang
- 2004 – 3. Rang
- 2005 – 2. Rang
- 2006 – 2. Rang

### Grand-Prix-Wettbewerbe
- 1999 – 10. Rang – Skate Canada, Saint John
- 1999 – 12. Rang – Sparkassen Cup, Gelsenkirchen
- 2000 – 10. Rang – Skate America, Colorado Springs
- 2000 – 11. Rang – Sparkassen Cup, Gelsenkirchen
- 2001 – 10. Rang – Skate America, Colorado Springs
- 2001 – 12. Rang – Sparkassen Cup, Gelsenkirchen
- 2002 – 9. Rang – Bofrost Cup, Gelsenkirchen
- 2002 – 9. Rang – Trophée Lalique, Paris
- 2003 – 8. Rang – Cup of Russia, Moskau
- 2004 – 7. Rang – Trophée Eric Bompard, Paris
- 2004 – 9. Rang – Cup of China, Peking
- 2005 – 12. Rang – Skate America, Atlantic City